# Malmö-Köpenhamn (sång)
Malmö-Köpenhamn är en låt av Candela 1995, skriven av Dan Stråhed och Kaj Svenling. Den låg på Svensktoppen i två veckor under perioden 20 januari och 27 januari 1996, med sjätte plats som högsta placering. Låten är det åttonde spåret på album Candelas vita] från 1995. Låten handlar om en romans mellan två personer ombord på dåvarande färjan mellan Malmö och Köpenhamn i Öresund.